# حصن عبری
قلعه عبری (به عربی: حصن عبری) از قدیمی‌ترین دژهای استان ظاهره است. این قلعه یکی از ده‌ها قلعه‌های دفاعی است که در سراسر مناطق کشور پادشاهی عمان منتشر است . ویکی از (نقاط دیدنی سلطنت عمان) به‌شمار می‌آید. تاریخ بنای قلعه به ۴۰۰ سال پیش بر می‌گردد.  قلعه عبری  در وسط شهرستان عبری و در نزدیکی بازار قدیمی شهر واقع شده‌است. این قلعه تاریخی شامل چند  صباحات  (یعنی دروازه به لهجه محلی) می‌باشد که به شرح زیر است:
- صباح «سنسلة» این دروازه در مقابل بازار قراردارد.
- صباح «لحصن» دروازه أصلی قلعه.
- صباح«الوسطی»

در درون قلعه مسجد بزرگی وجود دارد که در آن نماز جمعه وجماعات خوانده می‌شود. البته در سایر أیام نیز در مسجد نماز خوانده می‌شود ودرب مسجد همیشه باز است.
همچنین در درون قلعه دو چاه آب نیز وجود دارد، در مقابل چاه آب اسطبل اسب بزرگی نیز وجود دارد.

## برج‌های قلعه
قلعه عبری دارای دو برج است:
- برج أولی در ناحیهٔ شمالی قلعه رو بروی بازار قدیم قرارد دارد.
- برج دومی در ناحیهٔ جنوبی قلعه قرار دارد.